# 쿠로카와 토모카
구로카와 도모카(일본어: 黒川 智花, 1989년 8월 1일~)는 일본의 배우이다. 본명은 구로카와 도모코(黒川 智子)이며, 별명은 토모찡이다.
도쿄도 출신이며, 소속사는 켄온이다. 호리코시 고등학교 졸업 후, 아시아 대학 경영학부에 입학했다.

## 출연

### 드라마
- 2002년 《사랑따윈 필요없어, 여름》
- 2004년 《건전지가 다할 때까지》
- 2004년 《도망자》
- 2004년 《3학년 B반 긴파치선생 시즌 7》
- 2005년 《비와 꿈의 뒤에》
- 2005년 《지금 만나러 갑니다》
- 2006년 《가치바카!》
- 2006년 《내일은 맑음》
- 2006년 《레가타》
- 2006년 《남도일에게 보낸 도전장》
- 2007년 《남도일의 부활》
- 2007년 《그녀와 올바르게 노는법》
- 2007년 《섹시 보이스 앤 로보》
- 2007년 《기쿠지로와 사키 시즌 3》
- 2007년 《아사쿠사 후쿠마루 여관 시즌 2》
- 2007년 《의룡 2》
- 2008년 《미래강사 메구루》
- 2008년 《투모로우》
- 2008년 《캣 스트릿》
- 2009년 《리셋》
- 2009년 《명탐정의 규칙》
- 2009년 《사루록》
- 2009년 《소공녀 세이라》
- 2010년 《블러디 먼데이 시즌 2》
- 2010년 《여제 카오루코》
- 2011년 《타임슬립 닥터 진 시즌2》
- 2011년 《유류수사》
- 2011년 《DOCTOR 최강의 명의》
- 2012년 《오늘은 만사 대길하게》

### 영화
- 《하현의 달: 라스트 쿼터》 (2004년)
- 《대격돌! 환상의 지하유적》 (2005년)
- 《프라이드》 (2009년)
- 《소녀들의 나침반》 (2011년)
- 《백자의 사람: 조선의 흙이 되다》 (2012년)

### 뮤직 비디오
- 우버월드 〈기미노 스키나 우타〉
- 도지-T 〈모이치도 feat.BENI〉